# Condado de Windsor
El condado de Windsor (en inglés: Windsor County), fundado en 1781, es uno de los catorce condados del estado estadounidense de Vermont. En el 2010 el condado tenía una población de 56 670 habitantes en una densidad poblacional de 22 hab/km². La sede del condado es Woodstock.

## Geografía
Según la Oficina del Censo, el condado tiene un área total de 2528 km² (976,1 mi²), de la cual 2515 km² (971 mi²) es tierra y 13 km² (5 mi²) (0.49%) es agua.

### Condados adyacentes
- Condado de Orange - norte
- Condado de Grafton - noreste
- Condado de Sullivan - este
- Condado de Windham - sur
- Condado de Bennington - suroeste
- Condado de Rutland - oeste
- Condado de Addison - noroeste

## Demografía
En el 2000 la renta per cápita promedia del condado era de $40,688, y el ingreso promedio para una familia era de $59,002. En 2000 los hombres tenían un ingreso per cápita de $42,648 versus $25,696 para las mujeres. El ingreso per cápita para el condado era de $22,369. Alrededor del 5.70% de la población estaba bajo el umbral de pobreza nacional.

## Localidades

### Pueblos
Andover |
Baltimore |
Barnard |
Bethel |
Bridgewater |
Cavendish |
Chester |
Hartford |
Hartland |
Ludlow |
Norwich |
Plymouth |
Pomfret |
Reading |
Rochester |
Royalton |
Sharon |
Springfield |
Stockbridge |
Weathersfield |
West Windsor |
Weston |
Windsor |
Woodstock 

### Villas
Ludlow |
Perkinsville |
Woodstock 

### Lugares designados por el censo
Ascutney |
Bethel |
Cavendish |
Chester-Chester Depot |
Hartland |
Norwich |
North Hartland |
North Springfield |
Proctorsville |
Quechee |
South Royalton |
Springfield |
White River Junction |
Wilder |
Windsor

### Áreas no incorporadas
Brownsville |
Hartford |
Lewiston |
Plymouth Notch |
South Woodstock |
Weathersfield Bow |
West Hartford 